# Andreas Georg Drachmann
Andreas Georg Drachmann (født 22. november 1810 i København, død 2. juli 1892) var en dansk læge, gift med Wilhelmine Marie Stæhr (1820-1857) og far til Erna Juel-Hansen, Holger Drachmann og Anders Bjørn Drachmann. Gift 2. gang 1859 med Clara Josephine Sørensen (1836-1895). Børn af begge ægteskaber.
Udgået af barberstuen kastede han sig ivrig over kirurgiske studier, blev 1831 underkirurg i søetaten og tog 1836 kirurgisk eksamen, ligesom 1839 den nyoprettede kombinerede lægeeksamen; 1842 blev han fast ansat i søetaten, 1845 læge ved Langgaards ortopædiske institut. I den første slesvigske krig var han overskibslæge, 1853 koleralæge i København. 1859 grundede han det første institut for medicinsk gymnastik i København, 1860 fik han professortitelen, under krigen 1864 fungerede han som overlæge ved et lasaret i København, 1865 overtog han, indtil 1873 sammen med Immanuel Schiødte, derefter alene, ledelsen af et nyoprettet institut for medicinsk og ortopædisk gymnastik i København. Også for den romerske badeanstalts oprettelse i København var han en af hovedmændene. For ortopædien og de dertil sig sluttende områder af kirurgien virkede han ikke blot praktisk, men også på fremragende måde litterært, ligesom hans energiske ånd der fra førtes videre til en mere omfattende hygiejnisk virken, særlig for reformer i skolernes sundhedspleje og i det hele for børnenes sundhedsmæssige udvikling; 1886 udgav han sammen med Axel Hertel en populær håndbog i sundhedslære. Som anerkendelse af videnskabelige fortjenester modtog han æresdiplomet som doctor medicinæ ved Uppsala Universitets jubelfest i 1877. Fra 1884 privatiserede han i Fredensborg.